# Oudeschild
Oudeschild (Tessels: Ouweskil of Skil) is een dorp in de gemeente Texel in de provincie Noord-Holland. Het dorp heeft 1.380 inwoners (2023). Oudeschild ligt uitgestrekt achter de hoge deltadijk aan de oostkant van het waddeneiland Texel.

## Geschiedenis
In de 17e eeuw was Oudeschild een dorp met internationale betekenis dankzij de Rede van Texel. Hiervandaan vertrokken veel VOC-schepen. Het dorp beleefde toen een glorietijd, onder meer omdat de schepen op Texel proviand insloegen. In de periode daarvoor heette het dorp nog 't Schilt.

## Bezienswaardigheden
De belangrijkste bezienswaardigheden in Oudeschild zijn de De Ruyterstraat, een kilometer lange straat met oude geveltjes, het witte historische kerkje en de monumentale molen De Traanroeier. In het dorp is Kaap Skil gevestigd, een museum met thema's over het maritieme heden en verleden van Oudeschild. Net buiten het dorp ligt de Texelse Bierbrouwerij. 
Net buiten de dorpskern liggen de Wezenputten. 

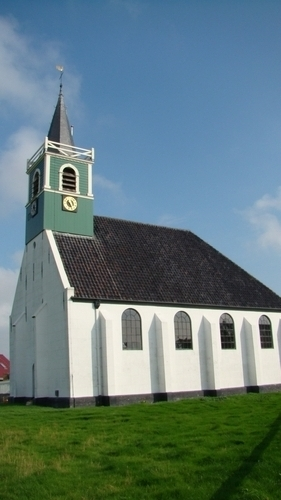
Zeemanskerk
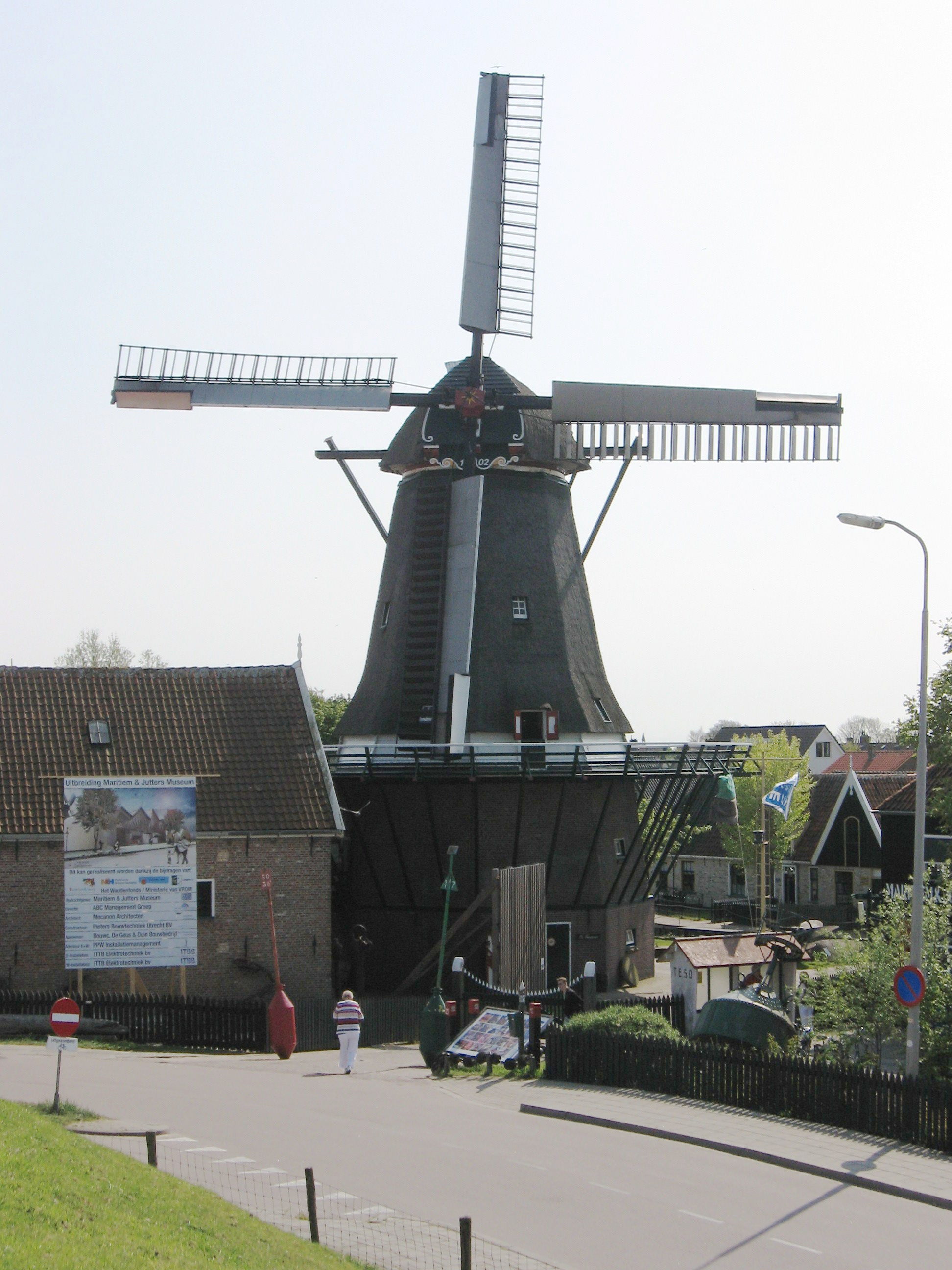
Molen De Traanroeier
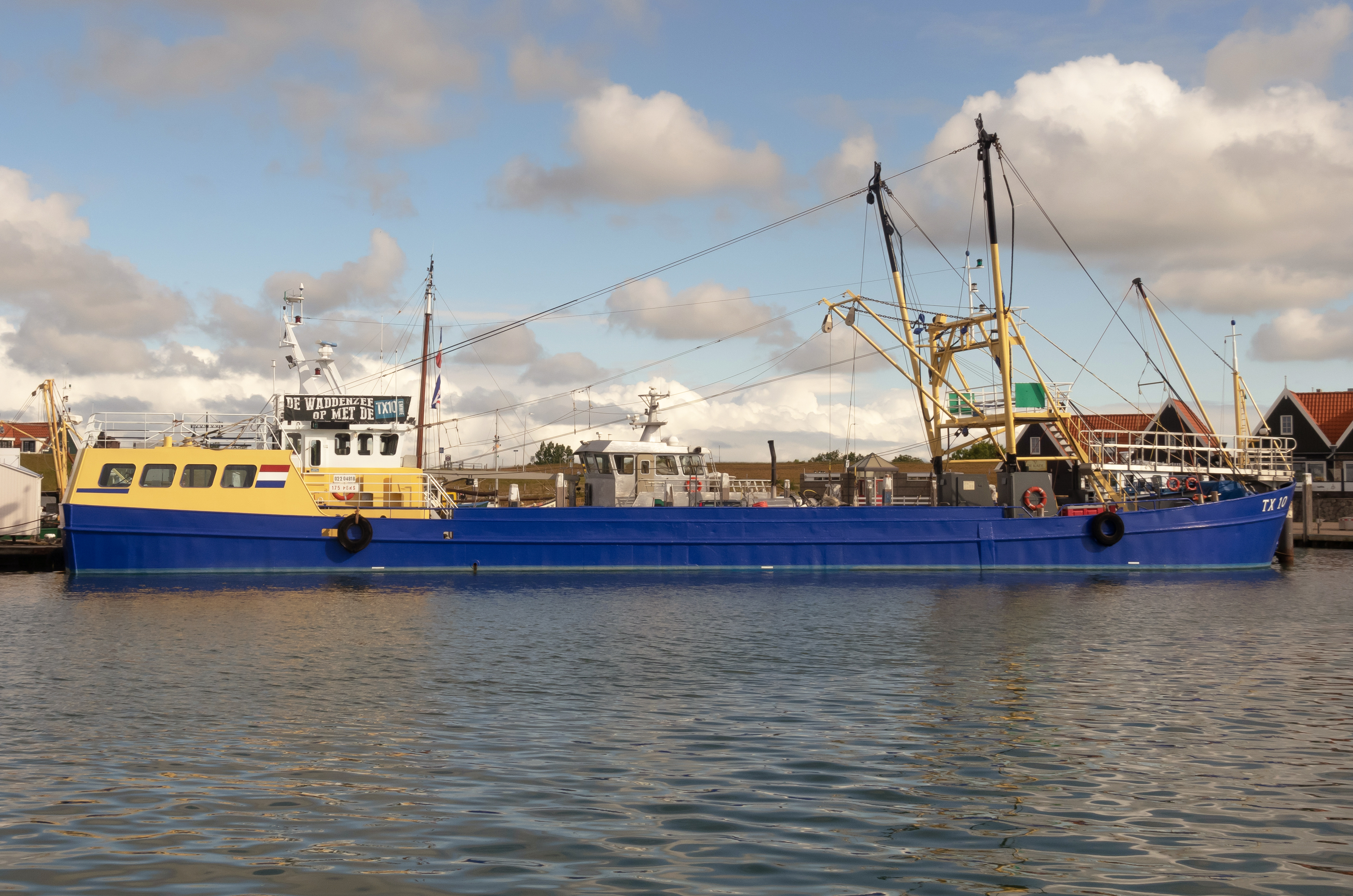
Rondvaartboot de TX10
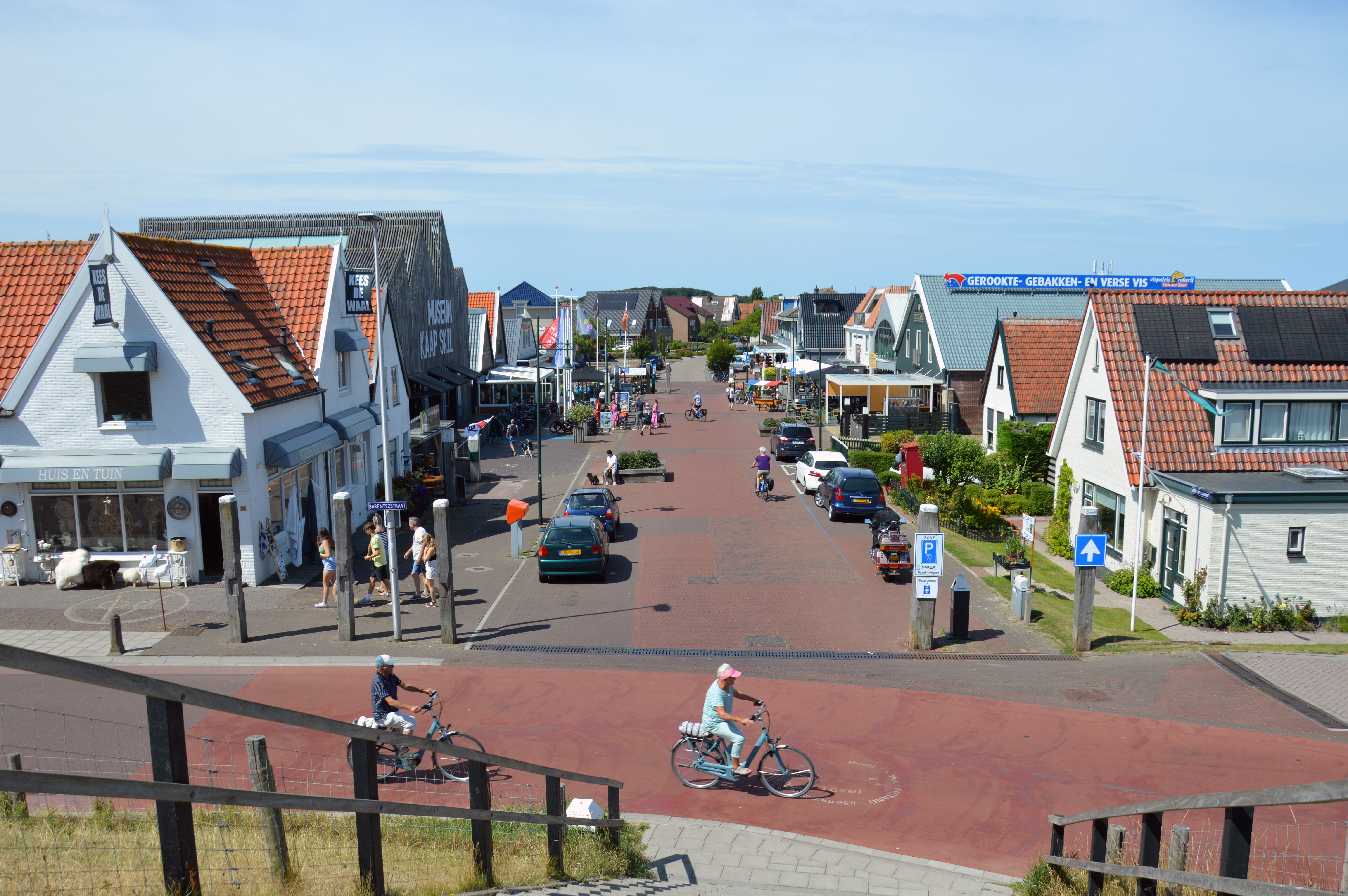
Heemskerckstraat

## Haven
De enige bruikbare haven van Texel is in Oudeschild, aan de oostkant van het eiland. Ze werd aangelegd door Leendert den Berger, opzichter van 's lands werken op Texel. De haven bij De Cocksdorp is klein en ondiep en alleen geschikt als vluchthaven. Iets ten zuiden hiervan ligt de smalle haveningang. Door de sterke dwarsstroom is deze moeilijk aan te lopen gedurende het tij. Het is ook de thuishaven van de vloot Texelse Noordzeekotters. In de weekends liggen deze in de vissershaven afgemeerd. Na binnenkomst zijn in de Zuiderhaven en Noorderhaven de ligplaatsen voor beroepsvaart en de bruine vloot. Stuurboord uit kom je via de werkhaven eerst bij de verenigingshaven en dan bij de passantenhaven van de WV Texel. De haven heeft 250 ligplaatsen en alle faciliteiten, zoals walstroom, sanitair en wasmachines. Ook is er een winkel voor de eerste levensbehoeften, schapenkaas en Texels bier zijn in de nabijheid bij de makers te verkrijgen. De haven houdt bij laagwater voldoende water voor kielboten.
Er zijn plannen om de haven in de toekomst te veranderen. Hoewel er al langere tijd sprake is van een mogelijke coupure in de dijk tegenover de Heemskerckstraat, is er ook een ander plan die een veel drastischere scheiding voorziet tussen binnenhaven en buitenhaven, waarbij de eerstgenoemde moet worden beschermd door middel van sluisdeuren.
Oudeschild was tot 1962 de aanleghaven voor veerboten vanuit Den Helder.

## Geboren in Oudeschild
- Imme Dros (26 september 1936), schrijfster (diverse boeken van Dros spelen zich hier af)
- Alice Blom (7 april 1980), volleybalster
- Denise Betsema (23 januari 1993), wielrenster

## Afbeeldingen

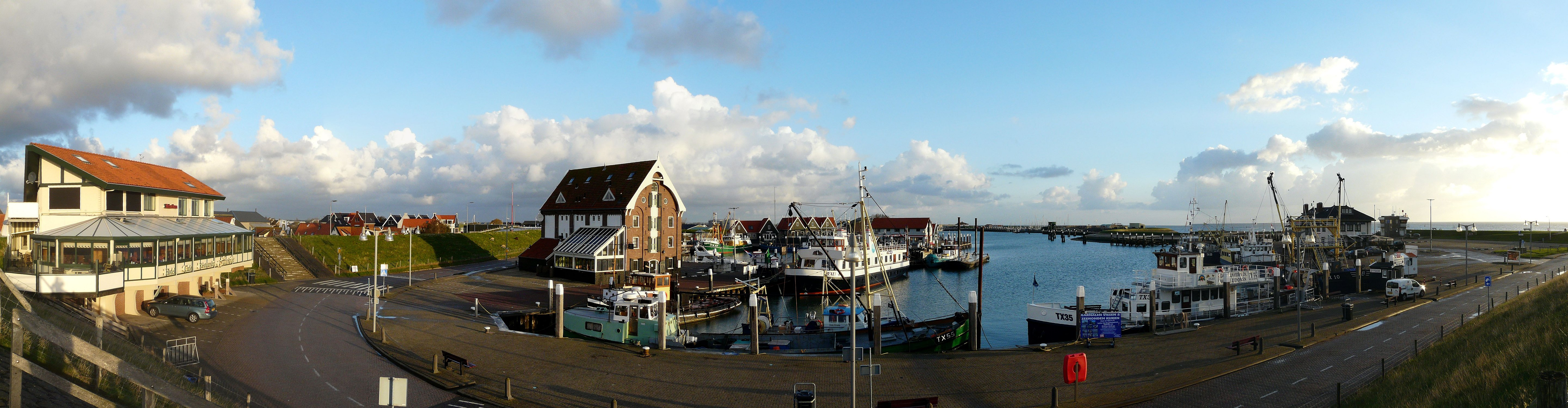
Haven

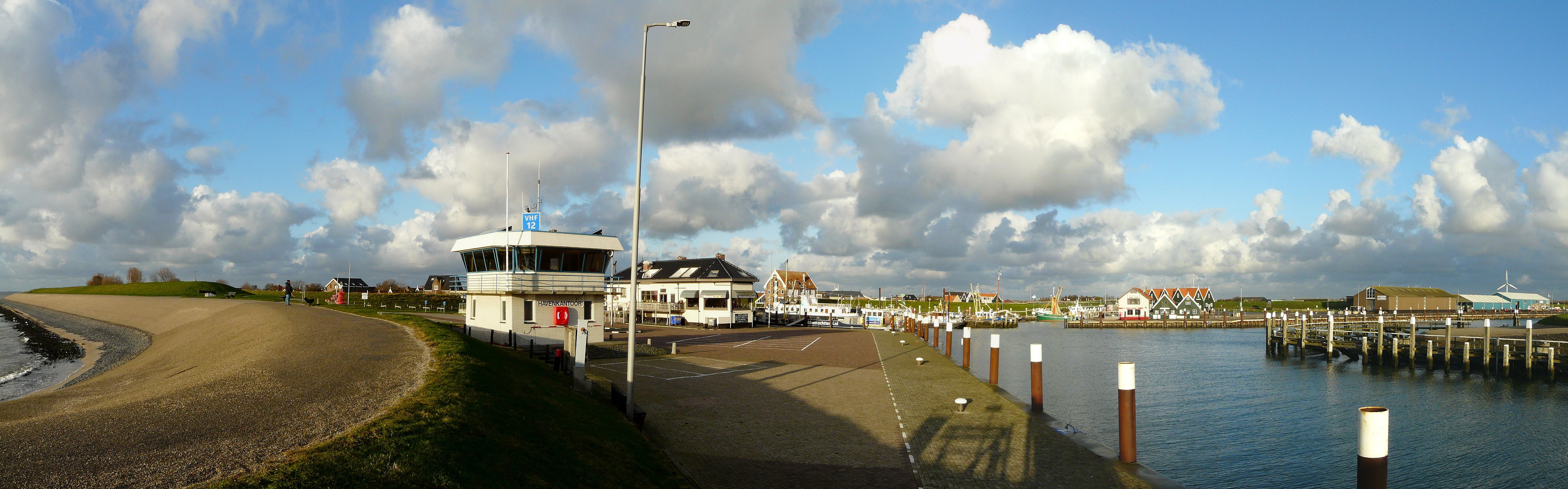
Haveningang

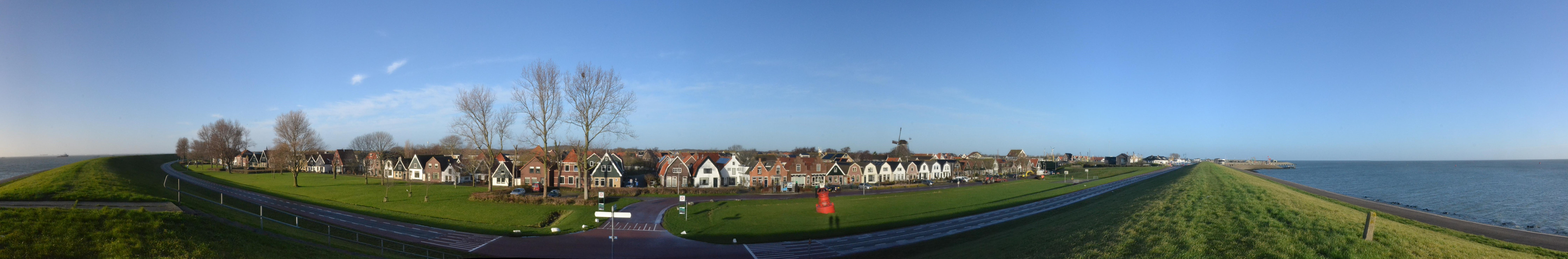
Gezicht op Oudeschild vanaf de dijk

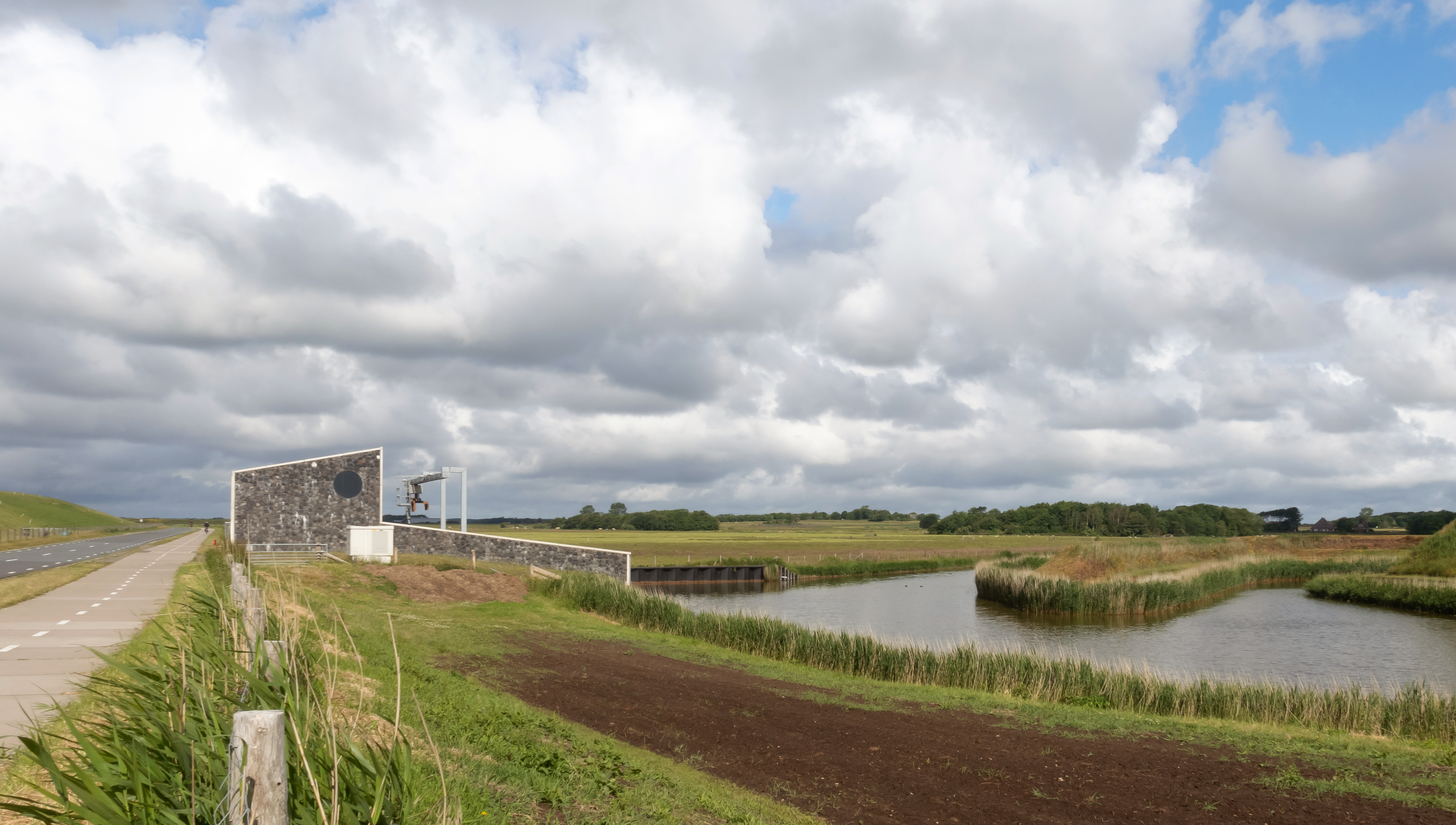
Gemaal de Schans
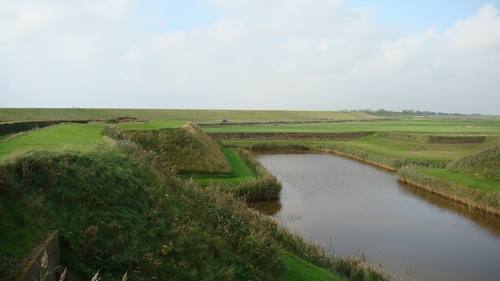
Fort de Schans in Oudeschild
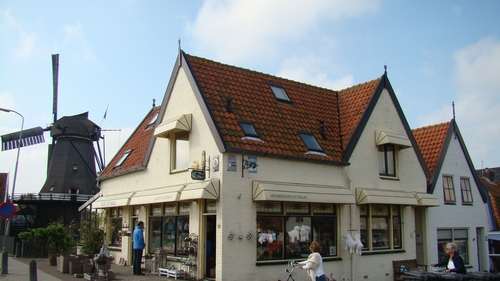
Molen en dorp.
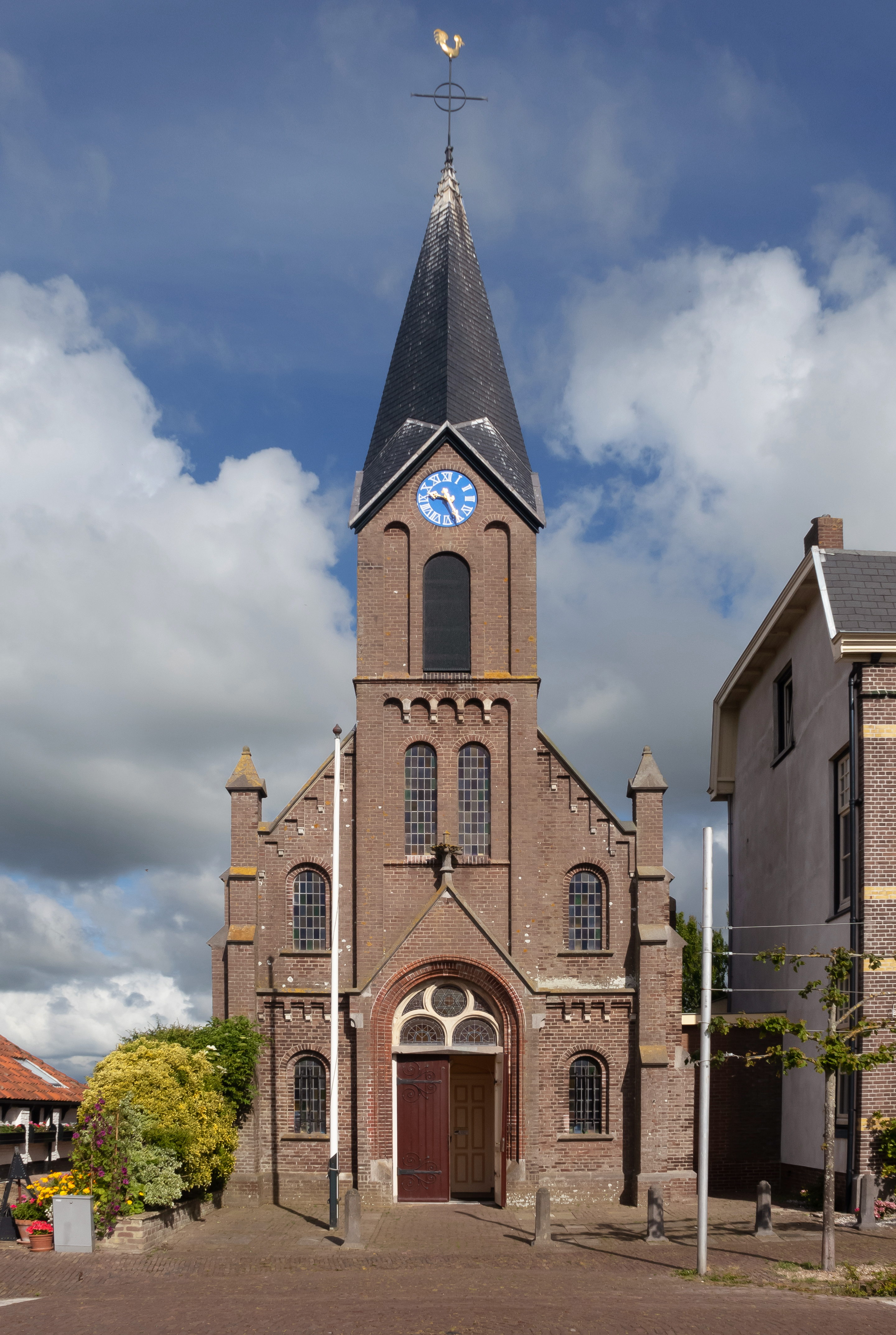
Sint Martinuskerk

- Virtual International Authority File: 126500454

Dorpen en gehuchten: 't Horntje · De Cocksdorp · De Koog · De Waal · Den Burg · Den Hoorn · Oosterend · Oudeschild

Buurtschappen: Bargen · Burger Nieuwland · De Kuil · De Naal ·  De Nes · De Westen · Dijkmanshuizen · Driehuizen · Harkebuurt · Het Noorden · Midden-Eierland · Molenbuurt · Nieuweschild · Noord Haffel · Noorderbuurt · Ongeren · Oost · Spang · Spijkdorp · Tienhoven · Westergeest · Westermient · Zevenhuizen · Zuid-Eierland · Zuid Haffel

Noord-Holland: Steden en dorpen in Noord-Holland      Nederland: Provincies · Gemeenten